# (17803) Barish
(17803) Barish (1998 FD71) – planetoida z grupy pasa głównego asteroid okrążająca Słońce w ciągu 3,9 lat w średniej odległości 2,48 j.a. Odkryta 20 marca 1998 roku.